# 2603 Taylor
2603 Taylor este un asteroid din centura principală, descoperit pe 30 ianuarie 1982, de Edward Bowell.